# Blue (альбом Нино Катамадзе)
Blue (рус. голубой) — студийный альбом Нино Катамадзе и группы Insight, вышедший в 2008 году на лейбле Мистерия Звука.

## Об альбоме
Название альбома - Blue, продолжает «цветную линию» альбомов 2006 года Black и White. 
Я считаю, что назвать альбом словами трудно. Музыка с закрытыми глазами — это цвет, а "Blue" это - спокойствие и цвет неба.
Запись альбома проходила на студии «Лемма», Киев, Украина в 2008 году
Диск записан при участии Киевского Камерного оркестра «Collegium musicum» под управлением дирижёра Звиада Болквадзе

## Список композиций
| №   | Название               | Длительность |
| --- | ---------------------- | ------------ |
| 1.  | «Calm»                 | 5:55         |
| 2.  | «Corridor»             | 4:26         |
| 3.  | «Ieli»                 | 2:34         |
| 4.  | «Land of Flowers»      | 6:20         |
| 5.  | «Once in the Street»   | 6:34         |
| 6.  | «Sea Shore»            | 3:32         |
| 7.  | «Violets»              | 3:55         |
| 8.  | «Olei»                 | 5:31         |
| 9.  | «Dance under Umbrella» | 5:47         |
| 10. | «Rain»                 | 6:06         |

## Участники записи
- Нино Катамадзе — вокал
- Гоча Качеишвили — электрогитара, акустическая гитара
- Уча Гугунава — бас-гитара
- Давид Абуладзе — ударные, перкуссия

Запись и сведение
- Олег Ступка — звукорежиссёр
- Евгений Петрусенко — помощник звукорежиссёра
- Гия Челидзе, Олег Ступка, Евгений Петрусенко — сведение
- Олег Ступка — мастеринг